# Núria Parés Sellarès
Núria Parés Sellarès (Manlleu, Osona, 1972) és una traductora, escriptora i professora catalana.
Natural de Manlleu, però amb la residència a Vic, abans de ser traductora, va estudiar i es va llicenciar en Turisme, i volia ser hostessa de vol. No ha exercit mai, però aquest ofici. Es va llicenciar també en Traducció i Interpretació per la Universitat de Vic. Es va especialitzar en traducció jurídica, econòmica i literària, i actualment és traductora jurada de la Generalitat de Catalunya. Ha exercit com a professora a la Universitat de Vic - Universitat Central de Catalunya.
Pel que fa al seu coneixement de les llengües, Parés domina cinc llengües: l'anglès, el francès, l'italià (aquests dos en un nivell mitjà), el castellà i el català. I tradueix, professionalment, des de les quatre primeres cap a la cinquena i en algun cas també cap al castellà.
Parés porta en el seu llarg historial professional, amb vint-i-dos anys d'experiència, prop de tres-centes cinquanta traduccions, entre les quals destaquen obres d'Oliver Sacks com Musicofilia, Migranya, i més, Robert Fisk (La gran guerra per la civilització), Donna Leon, Mort Entre línies, La temptació del perdó, i més, Dolores Redondo, Et donaré tot això i la trilogia del Baztán, María Dueñas, Les filles del capità, A. J. Finn, La dona de la finestra, o Jo Frost (Ja ets mare!) al català. En castellà té, per exemple, Guía fin de semana El Cairo/Nilo per a National Geographic Society (2011). La primera de les seves traduccions fou Estúpids Homes Blancs, del documentalista nord-americà Michael Moore. La darrera, Reflexions sobre cinema, de Quentin Tarantino. Entre les seves traduccions ha destacat, per circumstàncies anecdòtiques, quan en una entrevista l'autor no va saber respondre sobre qui era la seva traductora, la de Santi Vila, D'herois i Traïdors, una mena crònica en primera persona al voltant dels fets d'octubre.
A banda de traductora, Parés és també autora de tres obres de ficció: Sonatines de carnestoltes (2010), La petita història d'en Nil (2014) i Records de xocolata (2015), totes elles guions per a històries narrades i representades amb peces per a piano de diversos autors.